# Саттон (округ, Техас)
Шаблон:StateAbbr_ 30°30′ пн. ш. 100°32′ зх. д. / 30.5° пн. ш. 100.54° зх. д.
Округ  Саттон (англ. Sutton County) — округ (графство) у штаті  Техас, США. Ідентифікатор округу 48435.

## Історія
Округ утворений 1890 року.

## Демографія
За даними перепису 2000 року загальне населення округу становило 4077 осіб, зокрема міського населення було 3226, а сільського — 851. Серед мешканців округу чоловіків було 2033, а жінок — 2044. В окрузі було 1515 домогосподарств, 1145 родин, які мешкали в 1998 будинках. Середній розмір родини становив 3,15.
Віковий розподіл населення поданий у таблиці:
| Стать    | До 15 років | 15-21 | 22-29 | 30-39 | 40-49 | 50-65 | 65-85 | Понад 85 |
| -------- | ----------- | ----- | ----- | ----- | ----- | ----- | ----- | -------- |
| Чоловіки | 481         | 225   | 155   | 278   | 356   | 316   | 211   | 11       |
| Жінки    | 472         | 160   | 200   | 268   | 344   | 314   | 255   | 31       |

## Суміжні округи
- Шлайхер — північ
- Менард — північний схід
- Кімбл — схід
- Едвардс — південь
- Вал-Верде — південний захід
- Крокетт — захід

## Виноски
1. ↑  U.S. Decennial Census. United States Census Bureau. Процитовано 10 травня 2015.
2. ↑  Texas Almanac: Population History of Counties from 1850–2010 (PDF). Texas Almanac. Процитовано 10 травня 2015.
3. ↑  State & County QuickFacts. United States Census Bureau. Архів оригіналу за 15 жовтня 2011. Процитовано 24 грудня 2013. [Архівовано 2011-10-15 у Wayback Machine.](англ.) Наведено за англійською вікіпедією.
4. ↑  American FactFinder. Бюро перепису населення США. Архів оригіналу за 26 лютого 2012. Процитовано 31 січня 2008. [Архівовано 2008-05-21 у Wayback Machine.]

| США | Це незавершена стаття з географії США. Ви можете допомогти проєкту, виправивши або дописавши її. |